# Takéo
Takéo (cũng gọi Tà Kéo, tiếng Khmer: ខេត្តតាកែវ, IPA: [taː kaeːw]) là một tỉnh nằm ở phía Tây Nam của Campuchia. Tỉnh lị là Doun Kaev (trước đây gọi là Takéo), vùng đất này còn được gọi là Trực Sâm trong lịch sử Việt Nam thời kỳ nhà Nguyễn.
Phía bắc giáp tỉnh Kampong Speu, phía nam giáp tỉnh An Giang của Việt Nam, phía đông giáp tỉnh Kandal, phía tây giáp tỉnh Kampot.
Takéo thường được xem là "cái nôi của nền văn minh Khmer" vì vùng đất này từng là trung tâm của các quốc gia Phù Nam, Thủy Chân Lạp.

## Hành chính
| mã huyện | Tên huyện (Latin) | Tên huyện (Khmer) |
| -------- | ----------------- | ----------------- |
| 2101     | Angkor Borei      | អង្គរបុរី            |
| 2102     | Bati              | បាទី                |
| 2103     | Bourei Cholsar    | បូរីជលសារ            |
| 2104     | Kiri Vong         | គីរីវង់              |
| 2105     | Kaoh Andaet       | កោះអណ្តែត             |
| 2106     | Prey Kabbas       | ព្រៃកប្បាស            |
| 2107     | Samraong          | សំរោង               |
| 2108     | Doun Kaev         | ដូនកែវ              |
| 2109     | Tram Kak          | ត្រាំកក់              |
| 2110     | Treang            | ទ្រាំង               |

Các huyện Borei Cholsar, Kiri Vong và Kaoh Andaet giáp với Việt Nam.

## Nhân vật
- Ta Mok - một trong những thủ lĩnh của Khmer Đỏ.
- Kem Sokha – phó chủ tịch Đảng Cứu quốc Campuchia.
- Sok An – phó thủ tướng Campuchia.